# Greater Houston
Houston–The Woodlands–Sugar Land je metropolitní oblast v americkém státě Texas, která se rozkládá na území 9 okresů. Další název oblasti je Greater Houston (doslova Velký Houston). Jde o pátou největší metropolitní oblast ve Spojených státech, která leží na ploše 26 000 km2. Nachází se západně od oblasti známé jako Golden Triangle. Základem oblasti jsou města Houston, Sugar Land a Baytown. Ekonomické a kulturní centrum tohoto jihu je město Houston, kde žije 2,3 milionu obyvatel.